# Talal Jebreen
Talal Jebreen (25 settembre 1973) è un ex calciatore saudita, di ruolo centrocampista.